# Denmark Bay
Denmark Bay är en vik i Kanada.   Den ligger i territoriet Nunavut, i den norra delen av landet, 3 200 km nordväst om huvudstaden Ottawa.
Trakten runt Denmark Bay är permanent täckt av is och snö. Trakten runt Denmark Bay är nära nog obefolkad, med mindre än två invånare per kvadratkilometer.